# Münchner Künstlergenossenschaft

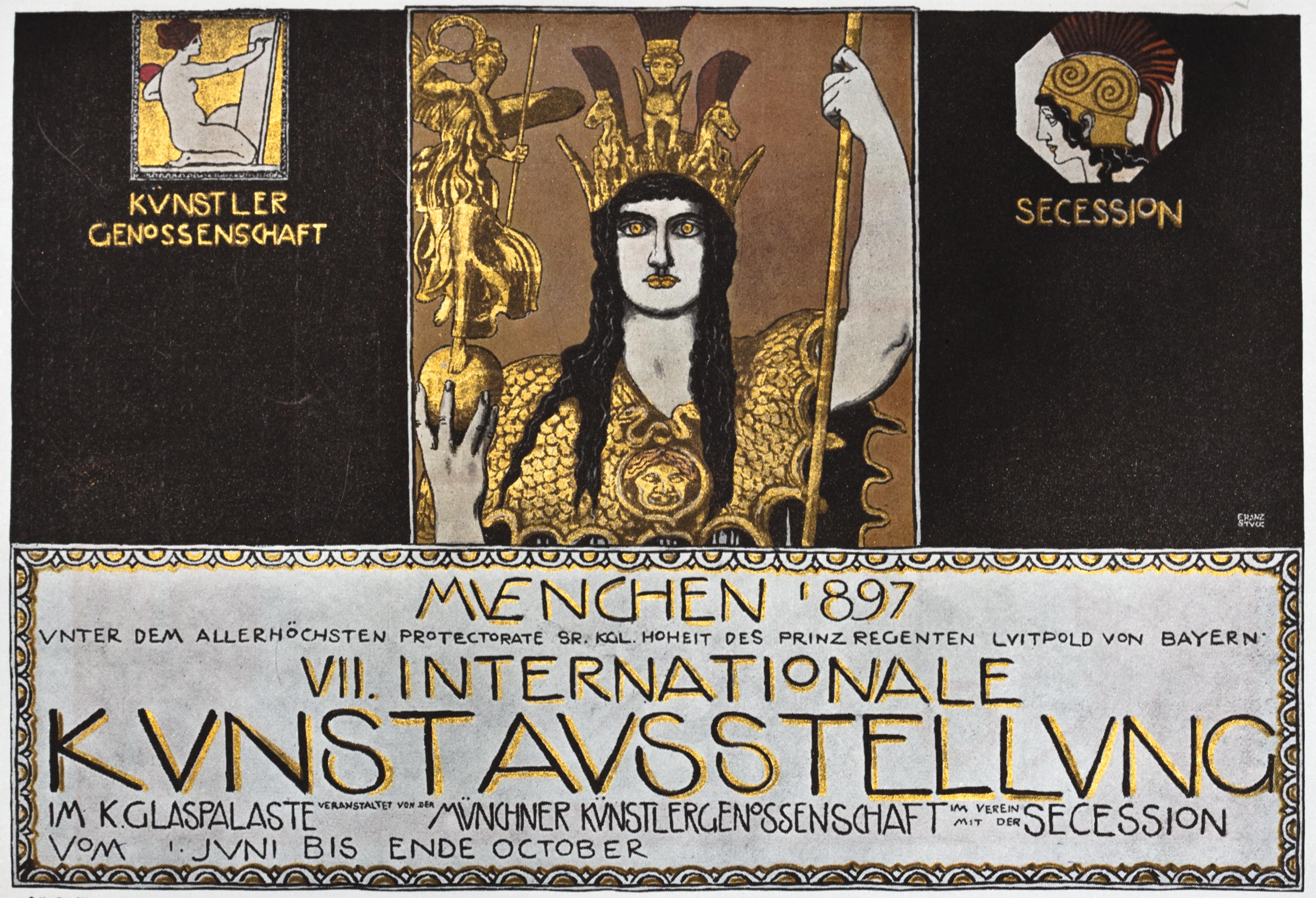
Plakat des Symbolisten Franz von Stuck für die VII. Internationale Kunstausstellung München 1897, einer Gemeinschaftsausstellung von MKG und Münchener Secession

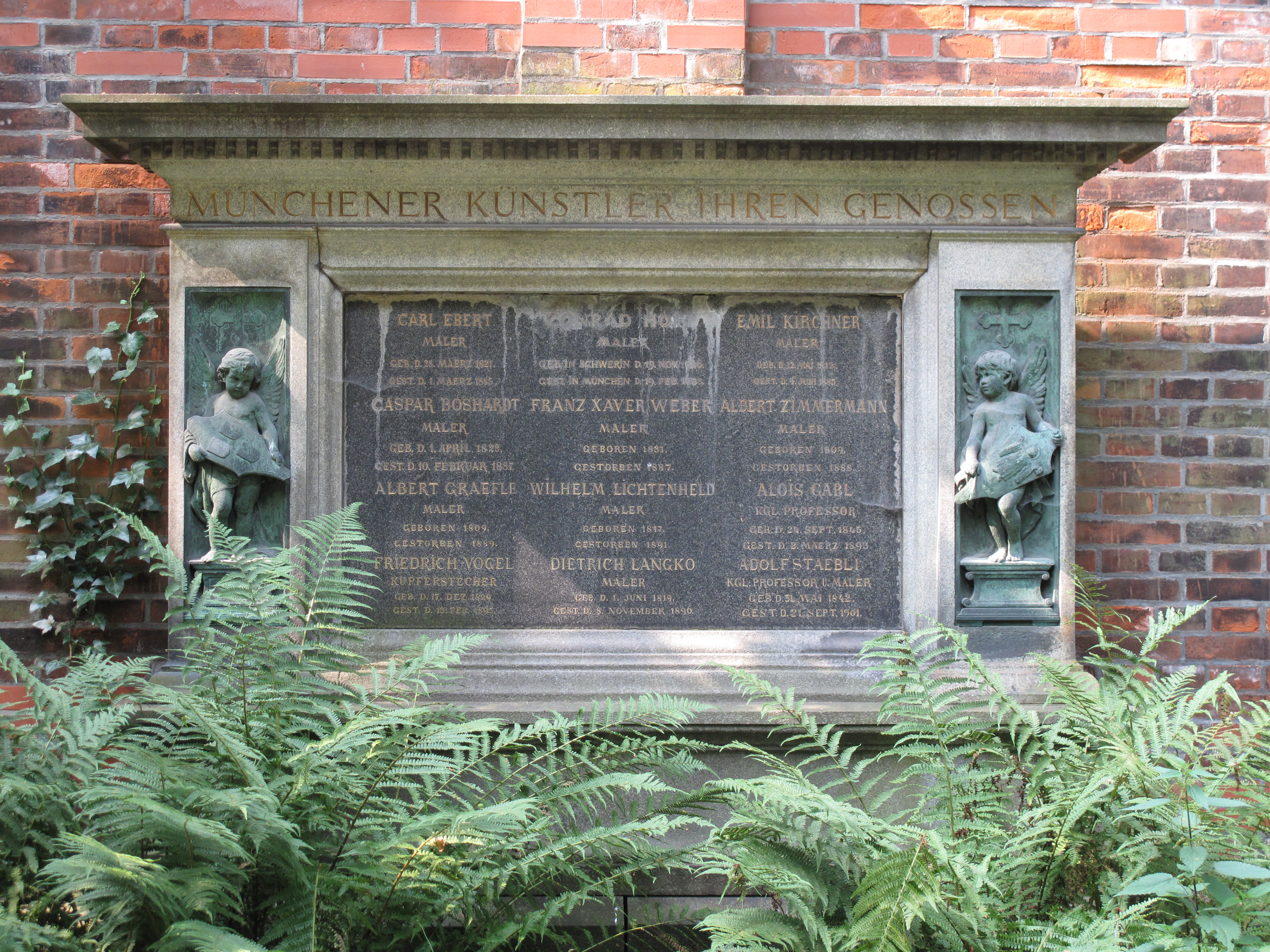
Münchener Künstler ihren Genossen, Gemeinschaftsgrab auf dem Alten Nordfriedhof

Die Münch(e)ner Künstlergenossenschaft königlich privilegiert 1868, kurz MKG genannt, ist die älteste Vereinigung freischaffender Künstler in Bayern.

## Geschichte

### Entstehung und Aufstieg
Auf Bitte von Carl Knoll genehmigte König Ludwig II. von Bayern am 7. Juni 1868 die Statuten der „Genossenschaft der bildenden Künstler Münchens“ und versah die Genossenschaft mit königlichem Privileg. Ziel war es, den Mitgliedern eine breite Ausstellungstätigkeit nicht nur in München zu ermöglichen. Die stilistische Richtung wurde als Münchner Schule weltbekannt. Der Ertrag der „Ersten Internationalen Kunstausstellung“ von 1869 bildete den Grundstock für das Vereinskapital. 1872 übernahm Conrad Hoff von Knoll den Vorsitz. Hofrat Paulus wurde zum Geschäftsführer ernannt. Unter ihrer Tätigkeit erwarb die MKG das Vereinsheim in der Luitpoldstraße 3. 1878 beteiligte sich die MKG an der Weltausstellung in Paris und eröffnete am 19. Juli die 1. Internationale Kunstausstellung im Münchner Glaspalast. Sie beteiligte sich auch an der Weltausstellung in Sydney. 1883 kaufte die MKG den Bauplatz für das spätere Münchner Künstlerhaus am heutigen Lenbachplatz für 46.000 Mark. Die Stadt München gab noch Baugrund und 100.000 Mark dazu.

### Abspaltung der „Münchener Secession“ bis „Drittes Reich“
Anfang der 1890er Jahre hat die Genossenschaft über 900 Mitglieder, doch 1892 traten knapp hundert Mitglieder aus. Darunter waren Franz von Stuck, Lovis Corinth und Max Liebermann. Sie gründeten den Verein bildender Künstler München, Secession. Am 3. Juli 1893 fand die Grundsteinlegung zum Münchner Künstlerhaus statt. 1896 wurde Franz von Lenbach Präsident der MKG und verhalf ihr dadurch aus einer Krise, die fast zum Bruch innerhalb der MKG geführt hatte. 1900 war die feierliche Einweihung des Münchner Künstlerhaus, in dem die MKG bereits ihre Büroräume bezogen hatte.
Ab 1901 war Hans von Petersen Präsident der Künstlergenossenschaft. 1911 übertrug die MKG den Besitz des Münchner Künstlerhaus an den neuen Münchner Künstlerhaus-Verein. Nach dem Tod des Prinzregenten Luitpold übernahm 1912 König Ludwig III. das Protektorat der MKG bis zum Ende der Monarchie in Bayern 1918. 1915 wurde Karl Marr und 1926 Fritz Behn Präsident der MKG. 1927 übernahm Eugen Hönig, Architekt des Hirmerhauses, des Dallmayr-Stammhauses, sowie der Universitätsreitschule in München dieses Amt. Am 6. Juni 1931 brannte der Münchner Glaspalast nieder. Bis 1933 fanden deshalb die Jahresausstellungen im Deutschen Museum statt, ab 1933 unter dem MKG-Präsidenten Walter von Ruckteschell in der Neuen Pinakothek. Die finanziellen Verluste durch den Glaspalastbrand waren für die MKG enorm; sie wandte sich daher an Hitler persönlich und bat um Unterstützung. Hitler bewilligte bis zum November 1934 eine Zuwendung von 33.000 RM, angeblich aus seinem Privatvermögen.
Die Ausstellung Münchner Künstler in Berlin und Berliner Künstler in München sorgte 1935 für einen Skandal, da sich Ruckteschell weigerte, zahlreiche Arbeiten, die als „entartet“ gelten, abzuhängen. Dafür wurde er von der Reichskammer der Bildenden Künste des Amtes enthoben und Paul Rosner neuer Präsident.
1939 wurde die MKG aufgelöst und in die Reichskunstkammer integriert; dabei wurden Grundbesitz, Barvermögen und eine wertvolle Grafiksammlung beschlagnahmt.

### Bundesrepublik
Im Juni 1946 genehmigte die amerikanische Militärregierung mehreren Münchner Malern um Eduard Aigner und Carl Theodor Protzen die Neugründung der MKG. Eine Gruppe um Constantin Gerhardinger ließ den Verein im Oktober 1948 erneut eintragen. Erst durch einen Zivilprozess wurde im Januar 1951 entschieden, dass Gerhardingers Verein den alten Namen Münchener Künstlergenossenschaft königlich privilegiert 1868 tragen durfte. Die Gruppe um Aigner und Protzen fungiert seitdem unter dem Namen Neue Münchner Künstlergenossenschaft (NM); sie hatte bereits 1947 eine Ausstellung in den Räumen der Städtischen Galerie im Lenbachhaus abgehalten. 1968 feierte die MKG ihr hundertjähriges Bestehen mit einer großen Retrospektive im Haus der Kunst.
1992 wurde Josef Kneuttinger Präsident der MKG. Wegen Renovierungsarbeiten im Haus der Kunst fanden die Jahresausstellungen von 1992 bis 1994 im Schloss Dachau und von da bis 2000 im Deutschen Museum statt, von 2000 bis 2012 wieder im Haus der Kunst. 2003 wurde Joachim Oberländer Präsident der MKG und 2014 Nikos W. Dettmer. Im Verlauf des Umbaus des Hauses der Kunst fand die MKG 2014 im Staatlichen Museum Ägyptischer Kunst München ihre neue Heimat. Im selben Jahr erschien das Buch Geschichte der Münchener Künstlergenossenschaft königlich privilegiert 1886 von Charlotte Mosebach. Seit 2017 ist der Gesamtkünstler Paul Martin Cambeis der 19. Präsident der MKG. 2018 feierte die MKG ihr 150-jähriges Bestehen mit einem Festakt im Staatlichen Museum Ägyptischer Kunst. Nach 100 Jahren Pause übernahm erstmals wieder ein Wittelsbacher Oberhaupt, nämlich Franz Herzog von Bayern, die Schirmherrschaft über die Jahresausstellung.

## Ehrenmedaille
Seit 2018 wird die MKG Ehrenmedaille an Persönlichkeiten oder Institutionen vergeben, die sich um die Münchener Kultur verdient gemacht haben und mit ihrer Leistung „die Lebenswelt Münchens bereichert“ haben – so der vom Verein genannte Zweck der Auszeichnung.

### Preisträger
- 2018: Maja und Peter Grassinger – für ihr langes Engagement im Münchner Künstlerhaus
- 2019: Wolfgang Roucka – Galerist, Fotograf, Eventmanager für seine Förderung Münchner Kunst, insbesondere in Schwabing
- 2020: Paul Klinger Künstlersozialwerk e. V. – für das jahrzehntelange gemeinnützige Engagement und soziale Beratungsangebot für Künstlerinnen und Künstler in München und ganz Deutschland[7]

## Bekannte Mitglieder
- Eduard Aigner
- Karl Albert von Baur
- Hans Best
- Emil Böhm
- Walter von Bongé
- Wilhelm Busch
- Jorgos Busianis
- Paul Martin Cambeis
- Georg Dehn
- Nikolaus Davis
- Willibald Demmel
- Benno Eggert
- Paul Ehrenberg
- Felix Eisengräber
- Albert Engstfeld
- Franz von Felbinger
- Gebhard Fugel
- Franz Sales Gebhardt-Westerbuchberg
- Constantin Gerhardinger
- Richard Gutschmidt
- Gabriel von Hackl
- Ernst Haider
- Fried Heuler
- Otto Hierl-Deronco
- Nikos W. Dettmer
- Wilhelm von Hillern-Flinsch
- Hubert von Heyden
- August Hoffmann von Vestenhof
- Franz Holper
- Eugen Hönig
- Wilhelm von Kaulbach
- Carl Kessler
- Emil Keyser
- Heinrich Kiel
- Hermann Koch
- Julius Kraut
- Hugo Kreyssig
- Johannes Kronfuß
- Elisabeth Krüger
- Wilhelm Leibl
- Karl Leipold
- Franz von Lenbach
- Wolfgang Lettl
- Emmy Lischke
- Wilhelm Marc
- Erich Mercker
- Pius Ferdinand Messerschmitt
- Ferdinand von Miller der Jüngere
- Alice Michaelis
- Henrik Moor
- Carl Otto Müller
- Adolf Münzer
- Max Nonnenbruch
- Joachim Oberländer
- Paul Paulus
- Hans von Petersen
- Otto Piltz
- Fritz Prölß
- Carl Theodor Protzen
- Henny Protzen-Kundmüller
- Anton Richter
- Fritz Richter
- August Rieper
- Hannes Rosenow
- Albin Sättler
- Georg Schildknecht
- Carl Spitzweg
- Erwin Albert Schmid
- Carl Schneiders
- Robert Schraudolph
- Philipp Schumacher
- Moritz von Schwind
- Emanuel und Gabriel Seidl
- Kurt Tilsner
- Peter Tomschiczek
- Gustav Traub[8]
- Willi Ulfig
- Karl Walther
- Bruno Wersig
- Louis Wöhner
- Hans August Zierngibl
- Julius Zumbusch